# Courtnall Skosan
Pas d'image ? Cliquez ici

a Compétitions nationales et continentales officielles uniquement.

b Matchs officiels uniquement.
Dernière mise à jour le 2 août 2024.
Courtnall Skosan, né le 24 juillet 1991 au Cap (Afrique du Sud), est un joueur de rugby à XV international sud-africain évoluant au poste d'ailier. Il mesure 1,83 m pour 93 kg.

## Carrière

### En club
Après avoir été formé à l'académie des Blue Bulls, Courtnall Skosan commence sa carrière professionnelle  avec cette même équipe en 2011 en Vodacom Cup. Parallèlement, il remporte à deux reprises la Varsity Cup (en) (championnat universitaire sud-africain) avec l'équipe des UP Tuks.
Il rejoint les Golden Lions en 2014 avec qui il évolue en Vodacom Cup et Currie Cup.
La même année, il fait également ses débuts en Super Rugby avec la franchise des Lions, et joue son premier match le 1er mars 2014 contre les Bulls,. Il s'impose peu à peu comme le titulaire à l'aile gauche de sa franchise grâce à ses qualités de vitesse et de finisseur (25 essais marqués en 54 matchs). Il prend une part prépondérante au bon parcours des Lions lors des saisons 2016 et 2017, qui se terminent par une place de finaliste, en marquant respectivement 10 et 9 essais par saisons.
En 2021, il décide de rejoindre le club anglais des Northampton Saints, évoluant en Premiership. Il marque un triplé dès son premier sous ses nouvelles couleurs, face à Worcester. Après deux saisons en Angleterre, il n'est pas conservé, et quitte le club en juin 2023
Il retourne ensuite jouer en Afrique du Sud où il s'engage avec les Stormers, évoluant en United Rugby Championship

### En équipe nationale
Courtnall Skosan joue avec l'équipe d'Afrique du Sud des moins de 20 ans dans le cadre du championnat du monde junior 2011,.
Il joue avec l'équipe d'Afrique du Sud A en juin 2016, à l'occasion d'une série de deux rencontres contre les England Saxons. Il est titulaire lors des deux matchs.
Il est sélectionné pour la première fois avec les Springboks en juin 2017. Il obtient sa première cape internationale avec l'équipe d'Afrique du Sud le 10 juin 2017 à l’occasion d’un match contre l'équipe de France à Pretoria.

## Palmarès

### En club
- Vainqueur de la Currie Cup en 2015 avec les Golden Lions.
- Finaliste du Super Rugby en 2016, 2017 et 2018 avec les Lions.

## Statistiques
Au 2 août 2024, Courtnall Skosan compte 12 capes en équipe d'Afrique du Sud, dont douze en tant que titulaire, depuis le 10 juin 2017 contre l'équipe de France à Pretoria. Il a inscrit 10 points (2 essais). 
Il participe à une édition du Rugby Championship, en 2017. Il dispute six rencontres dans cette compétition.